# Glypta sculpturata
Glypta sculpturata là một loài tò vò trong họ Ichneumonidae.